# 巴黎第十三大学

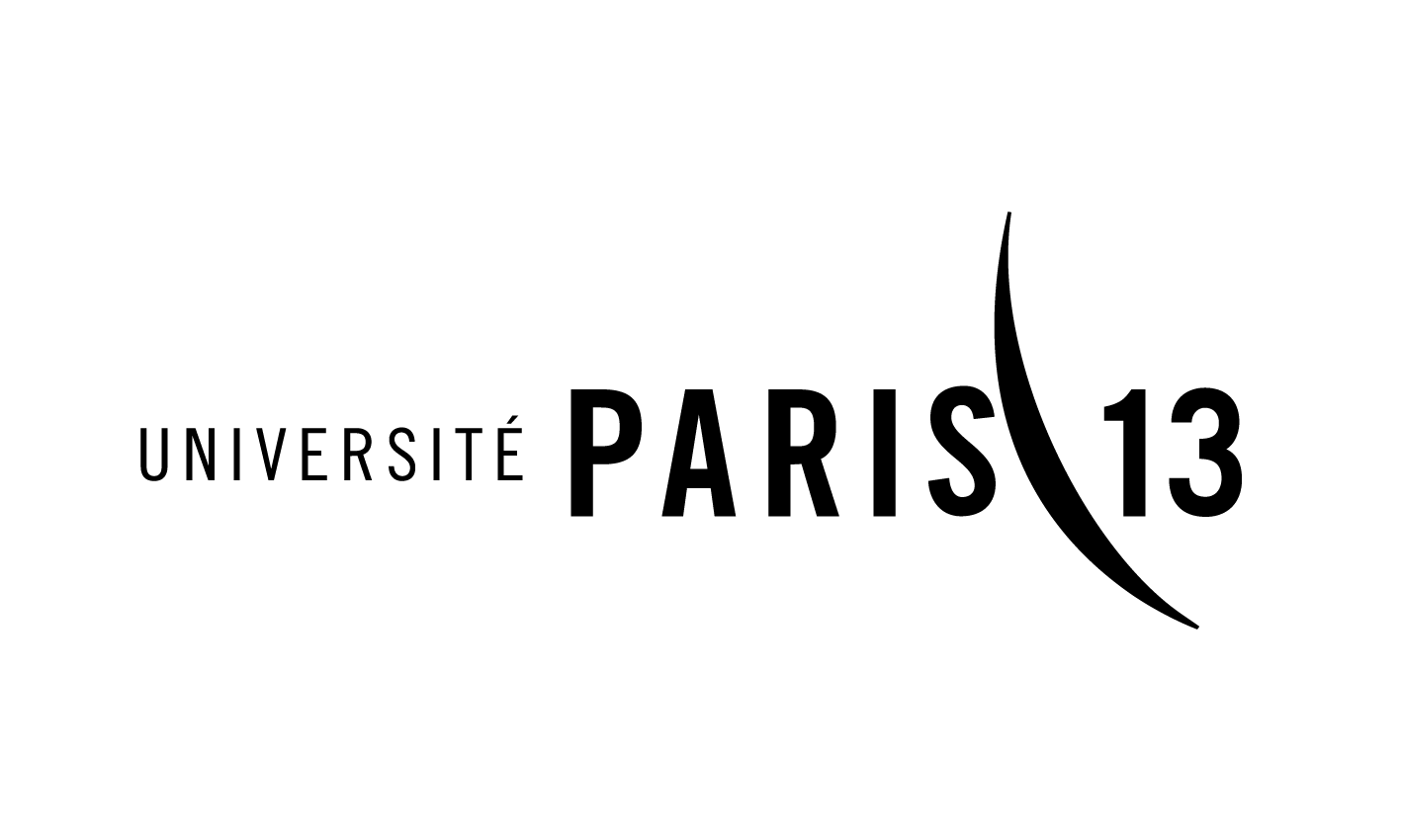
2020年前使用的校徽

巴黎第十三大学（法語：Université Paris XIII），又称索邦-巴黎北大学（Université Sorbonne Paris Nord），位于巴黎北部维勒塔讷斯，此校的伽利略學院以工学理学专业见长。